# 努巴爾帕夏
努巴爾帕夏（阿拉伯语：‎，1825年1月—1899年1月14日） 是埃及政治家，第一任埃及總理。努巴爾帕夏曾經三度出任總理。他於1878年8月出任第一任總理，直至1879年2月23日，第二次上任是1884年1月10日至1888年6月9日，最後一次上任則是1894年4月16日至1895年11月12日。

## 生平

### 早年
努巴爾生於1825年1月伊茲密爾，父親是一位亞美尼亞裔商人，母親是波哥斯貝伊尤蘇費安的近親，尤蘇費安是穆罕默德·阿里帕夏身邊具影響力的大臣。波哥斯貝伊承諾會提攜努巴爾，他建議努巴爾先到沃韋及圖盧茲接受耶穌會的教育，他在那裡學得熟練的法語。
他在十八歲前往埃及，在其後的一年半協助波哥斯貝伊，這位波哥斯貝伊後來成為了商業大臣及外交大臣。努巴爾成為穆罕默德·阿里的次席大臣。1845年，他成為繼承者易卜拉欣帕夏的首席大臣，並陪同他一起出使歐洲。
阿拔斯一世於1848年繼承易卜拉欣，保留努巴爾的職位。1850年，努巴爾作為使節被派遣前住倫敦以防止奧斯曼帝國蘇丹在條約上作出不利穆罕默德·阿里家族的條文。他完成任務後被晉升為貝伊。1853年再因相似的任務前往維也納，並留在那裡直至阿拔斯一世於1854年7月逝世。
新的總督塞伊德一世將努巴爾罷免，兩年後將他復職，任命為首席大臣，並讓他負責埃及至印度之間重要的運輸項目，努巴爾對開羅至蘇伊士的鐵路建設貢獻良多，展示了他強大的組織能力及應變能力。善變的塞伊德一世再次解任努巴爾，後來又被派遣往維也納，恢復原職，直至1863年1月塞伊德一世逝世。

### 伊斯梅爾執政時期
伊斯梅爾帕夏就位，努巴爾正值壯年，他與伊斯梅爾的關係一直友好，努巴爾甚至認為他救過伊斯梅爾。那是一次巧合事件，伊斯梅爾和努巴爾沒有乘坐一列火車，結果該火車發生意外，導致王子艾哈邁德身亡。王位原本應由艾哈邁德接替的。伊斯梅爾的才幹優於艾哈邁德，他賞識努巴爾的能力。伊斯梅爾派遣努巴爾到君士丁坦堡，不只是通報伊斯梅爾就位，還要撫平那些已開展而宏大的計劃，特別是蘇伊士運河的建造。此行亦使伊斯梅爾取得奧斯曼帝國對赫迪夫的正式承認以及允許繼承方式的轉變。
這次出行的目的尚算達到，伊斯梅爾極度重視蘇伊士運河。高興的伊斯梅爾將帕夏授予努巴爾及伊斯梅爾自己，一同到開羅正式接受帕夏稱號，基督徒甚少會得到這個稱號。努巴爾匆忙地趕住巴黎，以解決埃及和蘇伊士運河公司之間的分歧。努巴爾將爭議留給拿玻崙三世解決，結果埃及須支付約四百萬英鎊。返國後，努巴爾出任首任公共工程部部長，他為建立新部門出了不少力。1866年，他轉任外交部部長，曾出訪君士丁堡，完成了兩個上次還未達成的項目。
1867年6月，伊斯梅爾自稱為埃及赫迪夫，並以長子為繼承人。努巴爾需面對一個更加困難的任務，奧斯曼帝國在十五世紀遺留下來的古老制度仍然殘留在埃及：十七個不同勢力控制的領事館在法庭運行十七套不同的法律。原告要控告一個法國人須經法國法庭，上訴須到普羅旺斯地區艾克斯；控告意大利人要到意大利法庭，上訴須到安科納；控告俄國人要到俄國法庭，上訴須到莫斯科。努巴爾的方案相當大膽，他想誘導這十七個勢力放棄他們的民事審判權，以一個混合國際法庭取締，行使劃一的法律。雖然這引起了各個勢力的戒心及奧斯曼帝國樸特的反對，他還是成功的，在那個時期努巴爾是第一政治家。努巴爾並未有擺脫外國勢力領事代表對刑事審判權的控制，雖然他可能有這個計劃，但並沒有成功。
伊斯梅爾行政揮霍無度，這難以歸咎於努巴爾，將埃及帶至破產的邊緣。伊斯梅爾不理會國際法庭的判決，迫使英國及法國介入。伊斯梅爾始後悔國際法庭的建立，同意在努巴爾之下建立以英國人查理斯·里弗斯·威爾遜為埃及財政大臣、法國人布里尼葉為公共工程大臣的內閣。努巴爾察覺到自己得到英國及法國的支持，以制衡伊斯梅爾君主立憲的角色。伊斯梅爾挑起了針對內閣的軍事起義。英國及法國支持內閣與赫迪夫抗衡，解任努巴爾。查理斯·里弗斯·威爾遜及布里尼葉知道形勢危急，他們得到奧斯曼帝國蘇丹同意罷免伊斯梅爾，以伊斯梅爾的兒子陶菲克繼位為赫迪夫。

### 晚年

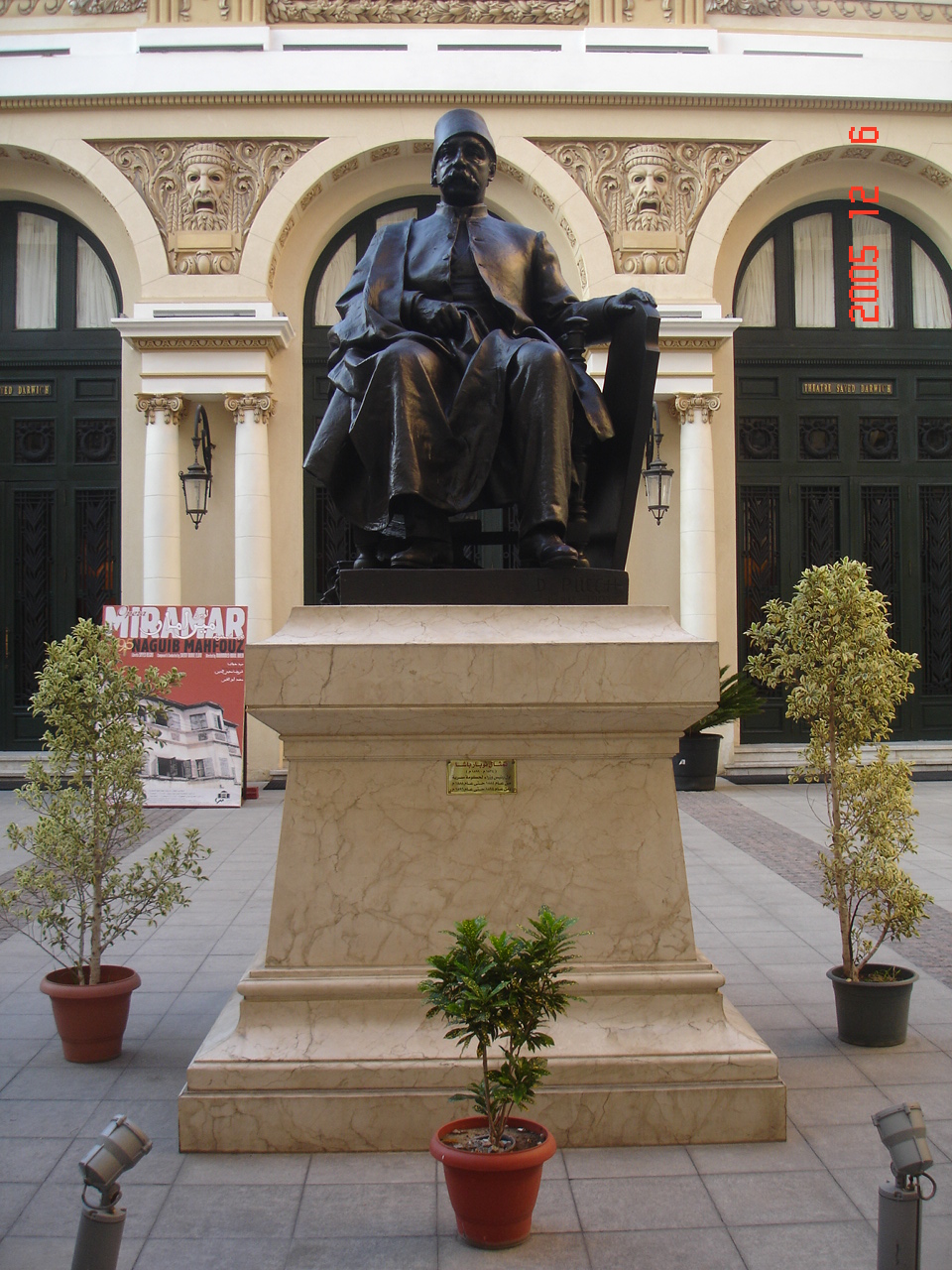
亞歷山大港歌劇院門口的努巴爾帕夏雕像

英國的介入導致泰勒凱比爾之戰（Battle of Tel el-Kebir）爆發，阿拉比帕夏領導的民族主義者失敗。艾弗林·巴林出任英國駐埃及總領事，英國政府在巴林的建議下撤離蘇丹，穆罕默德·謝里夫帕夏辭任，由立場較柔軟的努巴爾出任總理，努巴爾在無奈下只得實施一些他原本反對的政策，他認為埃及被迫接受英國的指揮，他曾經說：「我不是在統治埃及，而是運行埃及英國政府，我只不過是汽車的加油器。」
如果努巴爾能夠放緩一下可能會更多，但這對一位有才幹及擁有無盡精力的人來說是難以理解的。努巴爾與駐埃的官員不能磨合，公眾對於他在1888年6月離任也不感到意外，這是出於陶菲克帕夏直接指令。
利雅德帕夏在八個月後繼任總理，直至1894年4月，努巴爾再次復職。此時，克羅默勳爵抓緊了行政工作。努巴爾理解到，克羅默勳爵才是真正的埃及統治者，1890年陶菲克帕夏逝死，英國更能公開行使其權力。
1895年11月，努巴爾在服務了五十年後離職，收取一筆撫恤金退休。他在其後的三年一直都在開羅及巴黎，1899年1月於巴黎逝世。
在葉里溫附近的城鎮努巴拉遜是在努巴爾的協助下建立，並以他命名。